# Julinblåsning
Julinblåsning är en sed i Malmö att blåsa in julen med musik som har anor från 1700-talet. När klockan slår tolv på julafton förkunnas med tal och musik att julen är här.
Sedan år 2016 står Spårvägens Musikkår Malmö för musiken. Innan dess hade Malmö FBU-RK Musikkår spelat sedan 1953.
Julinblåsningen innehåller ett årligt jultal från balkongen på Malmö rådhus, samt musik och dans kring granen på det intilliggande Stortorget.